# Ка-26
Ка-26 (по кодификации НАТО: Hoodlum — «Хулиган») — советский многоцелевой вертолёт с двумя поршневыми двигателями, разработанный в ОКБ Камова.
Серийное производство велось на авиационном заводе в Кумертау. Всего было построено 816 вертолётов, в том числе 257 поставлено в 14 стран мира. Летательный аппарат в основном применялся в гражданских целях, однако, также использовался ВВС Болгарии и Венгрии, полиции ГДР и ФРГ. Дальнейшее конструктивное развитие ― вертолёт Ка-126 с одним газотурбинным двигателем и вертолёт Ка-226 с двумя газотурбинными двигателями.

## История создания
- Начало 1960-х годов ― перед ОКБ Н. И. Камова поставлена задача создания сельскохозяйственного вертолёта, способного использовать различные комплекты оборудования. Работы по проектированию и изготовлению возглавлял заместитель главного конструктора ― М. А. Купфер.
- 1965 год ― изготовлен первый прототип вертолёта.
- 24 мая 1965 года — лётчик-испытатель В. И. Громов выполнил первое висение.
- 18 августа 1965 года — первый полёт по кругу.
- 1966 год — начало государственных испытаний.
- На международной выставке сельскохозяйственных машин и оборудования Ка-26 удостоен золотой медали.
- 1967 год — демонстрация на авиасалоне в Ле-Бурже. Ка-26 успешно прошёл испытания и был сертифицирован по американским нормам лётной годности FAR-29 (первый из советских вертолётов).
- 1969 год — организовано серийное производство.

## Конструкция
Вертолёт двухвинтовой соосной схемы с двумя поршневыми двигателями и четырёхопорным колёсным шасси.
Построен по схеме «летающего шасси»: за кабиной пилотов могли устанавливаться (в зависимости от нужной задачи) различные типы подвески: пассажирская/грузовая кабина, баки и распылители для авиационных химических работ, подъёмная лебёдка и т. д. (бригада из 3 человек за 1,5―2 часа способна переоборудовать вертолёт из одного варианта в другой).

### Двигатель
Вертолёт оснащён двумя поршневыми 9-цилиндровыми звездообразными двигателями с воздушным охлаждением М-14В26 разработанным в «ОКБ Моторостроения» при Воронежском механическом заводе. Двигатели были расположены на вертолёте в мотогондолах по бокам фюзеляжа.

### Несущие винты
Трёхлопастные, соосные, противоположного вращения, с шарнирным креплением лопастей, установлены друг от друга на расстоянии 1,17 м. Лопасти изготовлены ― впервые в практике мирового вертолётостроения ― из стеклопластика на основе стеклоткани и эпоксидно-фенольного связующего (были разработаны специально для Ка-26, имеют практически неограниченный ресурс). Лонжерон полый, переменного сечения, к нему приклеены лёгкие хвостовые секции и присоединён на болтах стальной узел крепления лопасти. Носок лопасти защищён светоизносостойким резиновым покрытием, внутри носка расположен противовес. Внутри противовеса расположены трубки противообледенительной системы, по которым на носки лопастей подавалась жидкость из бака, располагавшегося в отсеке в задней части центральной секции фюзеляжа между корневыми частями хвостовых балок.
- Втулка несущих винтов соосной схемы с редуктором и автоматами перекоса

### Фюзеляж
Представлен в виде «летающего шасси» с центральным отсеком-платформой прямоугольной формы, к которому спереди крепится кабина экипажа, а сзади две хвостовые балки, несущие горизонтальное оперение. Сверху центрального отсека установлен главный редуктор с несущей системой, а по бокам две гондолы с двигателями М-14В26.

### Кабина
Кабина для экипажа двухместная, с хорошим обзором и сдвижными дверьми, имеет большую площадь остекления, в сельскохозяйственном варианте оборудована системой очистки воздуха с центробежным сепаратором-нагнетателем, создающим в кабине избыточное давление, и фильтром поглотителем. Лобовые стёкла оборудованы стеклоочистителями и противообледенительной системой. В кабине предусматривается установка второго комплекта управления. За сиденьями экипажа размещаются отсеки радиоэлектронного и приборного оборудования с большими люками для обслуживания.

### Топливная система
Имеет 3 топливных бака (2 передних, 1 задний) с общей ёмкостью 620 литров, дополнительно возможна установка двух баков ёмкостью по 160 литров по бокам грузопассажирской кабины.
Топливо для вертолёта — бензиновая смесь под индексом СБ-78, это смесь авиационных бензинов Б-70 (75 %) и Б-91/115 (25 %).

### Авиационное и радиоэлектронное оборудование[1]
АиРЭО вертолёта предназначено для решения задач полётов днём и ночью, в том числе в сложных метеоусловиях, а также выполнения специфических народнохозяйственных задач, таких как опрыскивание полей и садов, геологоразведка, патрулирование лесов и автодорог, оказание помощи терпящим бедствие, и др. Переоборудование вертолёта в различные варианты применения путём установки дополнительных агрегатов заложено при проектировании вертолёта и рассчитано на эксплуатирующую организацию (то есть изначально предусмотрены все необходимые узлы крепления и выполнена разводка и распайка бортовой сети).
Энергосистема и бортовая сеть.
Основная сеть постоянного тока централизованная, на 28,5 вольт, однопроводная с минусом на массе. Источники энергии — один или два генератора (в разных вариантах) ГСР-3000М мощностью 3 кВт и аккумуляторная батарея 12САМ-28 или 20НКБН-25. При комплектации вертолёта только одним генератором он устанавливается на левом двигателе. При переоборудовании вертолёта в другой вариант (лесопатрульный, морской или оборудованный лебёдкой) второй генератор монтируется на правом двигателе. Второй генератор в нормальном режиме работает в параллели с первым. Для безопасного завершения полёта мощности одного любого генератора достаточно. Наземное питание вертолётной сети производится через стандартную розетку аэродромного питания ШРАП-500.
Для питания приборов установлена вторичная сеть трёхфазного переменного тока напряжением 36 В с частотой 400 Гц. Эта сеть питается от электромашинного преобразователя тока ПТ-200Ц (основной), при его отказе предусмотрен резервный преобразователь меньшей мощности ПАГ-1ФП. На вертолете сельхозварианта дополнительно устанавливается на распределительный редуктор генератор переменного тока нестабильной частоты ГТ16ПЧ8 (или более старый тип генератора СГС-30Б) и однофазный преобразователь тока стабильной частоты ПО-250А.
Регулирующая и защитная аппаратура генераторов и сети была выполнена на современной на тот момент полупроводниковой элементной базе (блок регулятор напряжения БРН-208М7А, блок защиты по частоте БЧ-650, блок защиты БЗУ-325НБ, аппарат переключения преобразователей АПП-1А, автомат защиты от перенапряжения АЗП-1МБ).
Электропроводка выполнена проводами БПВЛ и БПВЛЭ (в экранирующей оплётке), в гондолах двигателей — термостойким проводом ПТЛ-200 с фторопластовой изоляцией. Распределительные коробки бортсети вертолёта, они именуются в техописании как энергоузел (центральный энергоузел, сельхозэнергоузел, энергоузел «ГАИ», энергоузел аккумулятора, энергоузел «кран») представляют собой стеклопластиковые короба с крышками, в которых размещена коммутационная и распределительная аппаратура в виде реле, контакторов, предохранителей, монтажных и соединительных колодок и разъёмов. На верхнем пульте установлена коробка автоматов защиты сети.

#### Потребители
Электрооборудование вертолётных систем включает: электровоздушную систему запуска авиадвигателей, электроподогрев воздуха на входе в карбюраторы, противообледенительная система (лопастей НВ, лобовых стёкол и ПВД), система отопления и вентиляции кабины (бензиновый обогреватель 2140А и охладитель воздуха 04М, последний ставился только на сельхозварианте вертолёта с двумя генераторами), система электротриммирования, система световой сигнализации, фары (рулёжно-посадочная МПРФ-1А, посадочно поисковая ФПП-7), внутреннее освещение красным светом и потолочные плафоны.
Вертолёт может быть оборудован электролебёдкой ЛПГ-150М. Она предназначена для подъёма или спуска грузов массой до 150 кг с высоты висения вертолёта до 40 метров. Лебёдка оснащена двумя реверсивными электродвигателями Д-500ТВ и выносным пультом управления ПУЛ-1А.
Сельскохозяйственный вариант вертолёта может комплектоваться оборудованием для опрыскивания или опыления полей. Приводом оборудования служат два электромотора МТ-3000М.
Разбрызгиватели жидких химикатов установлены на выносных штангах, прикреплённых к бокам вертолёта. Подача жидкости осуществляется электромоторами МТ-3000М, которые приводят во вращение крыльчатки центробежных насосов ЭЦН-17.
В варианте опылителя моторы МТ-3000М служат приводом осевых вентиляторов, дополнительно в бункере химикатов установлен рыхлитель химмассы (удобрений) с приводом от электромотора Д-408.
Вертолёт-кран оборудован системой подвеса груза на центральных продольных балках вертолёта. Для подвески груза, отцепа или сброса в полёте или на висении предназначен электрозамок ДГ-64. Замок может открываться и закрываться как вручную, так и дистанционно с борта вертолёта.
В корабельном варианте на вертолёт устанавливаются надувные баллонеты. Они размещаются на колёсах заднего шасси и в передней части фюзеляжа и предназначаются для создания дополнительной положительной плавучести вертолёта при вынужденной посадке на воду. Для наполнения баллонет воздухом на вертолёт устанавливаются два баллона сжатого воздуха с пироголовками, срабатывающими при подрыве пиропатронов типа ПП-3.

#### Приборное оборудование
Включает приборную доску, левый пульт, верхний пульт, центральный пульт, пульт обогревателя, пульт контроля сельскохозяйственной аппаратуры. На них установлены пилотажно-навигационные приборы, приборы контроля двигателей, приборы контроля систем и агрегатов, пульты радиооборудования, светосигнальные устройства, переключатели и выключатели. На приборной доске установлено в сумме 20 различных стрелочных приборов. Отдельно установлен магнитный компас КИ-13. Справа в нижней части фюзеляжа установлен приёмник воздушных давлений ПВД-6М с обогревательным электроэлементом мощностью 100 вт. В качестве устройства регистрации на вертолёте применялся барограф АД-2.
Навигационное оборудование включало курсовую систему ГМК-1АЭ. Основным датчиком системы служит гироагрегат ГА-6 с трёхстепенным гироскопом. Система в режиме гирополукомпаса выдаёт истинный, магнитный или ортодромический курс вертолёта.
Радионавигационное оборудование состояло из: радиокомпаса АРК-9 и радиовысотомера РВ-3.
Радиосвязное оборудование вертолёта состояло из: УКВ радиостанции «Ландыш-5», КВ радиостанции «Карат», переговорного устройства СПУ-7 (в варианте «ГАИ» устанавливается СПУ-8), магнитофона для фиксации переговоров МС-61, четырёх комплектов полевой звуковещательной станции ПЗС-68 (для односторонней связи оператора ГАИ с водителями на дороге).
При переоборудовании вертолёта в сельскохозяйственный вариант с него снимается следующее оборудование: радиовысотомер РВ-3, радиокомпас АРК-9, курсовая система ГМК-1АЭ, преобразователь ПО-250А.

## Варианты изготовления
Вертолёт Ка-26 производился в следующих вариантах:
- сельскохозяйственный (без грузопассажирской кабины, с баками или бункерами для разбрызгивания и распыления химикатов полосой шириной 20—60 м при скорости полёта 30—130 км/ч);
- транспортный (с грузопассажирской кабиной для перевозки 6 пассажиров или грузов массой 900 кг или с грузовой платформой вместо кабины);
- санитарный (для перевозки двух больных на носилках и двух ― на сиденьях с сопровождающим медработником и оборудованием);
- лесопатрульный (для патрулирования лесных массивов и спасательных работ при пожарах; снабжён электрической лебёдкой ЛПГ-150 грузоподъёмностью 150 кг с тросом длиной 40 м и крюком);
- летающий кран (для монтажных работ и транспортировки грузов массой 900 кг на внешней подвеске, когда грузы из-за габаритов не размещаются на грузовой платформе);
- корабельный спасательный (с электролебёдкой ЛПГ-150-M3, с системой подъёма пострадавших, спасательной лодкой ЛАС-5М3 с радиостанцией «Коралл» и телевизионной камерой, аварийными баллонетами для посадки на воду);
- патрульный (для Госавтоинспекции, с громкоговорителями, электролебёдками, грузовым крюком, может оснащаться телевизионной камерой и использоваться для съёмок с воздуха).
- геологоразведочный с аппаратурой магнитной геологоразведки, расположенной в грузопассажирской кабине и кольцевой антенной, смонтированной вокруг фюзеляжа.

Все варианты кроме корабельного и геологоразведывательного могли быть переоборудованы из одного в другой бригадой из двух-трёх техников менее чем за рабочий день. Возможно также переоборудование корабельного варианта во все кроме геологоразведывательного.
- Ка-26СС — экспериментальный образец для исследования струйной системы управления вертолётом и компенсации реактивного момента несущего винта, известной как NOTAR[2].

## Лётно-технические характеристики
Источник данных: 

Технические характеристики
- Экипаж: 1-2 чел.
- Пассажировместимость: 6 чел.
- Грузоподъёмность: 700 кг
- Длина: 7,75 м
- Диаметр несущего винта: 13,00 м
- Высота: 4,05 м
- Максимальная взлётная масса: 3250 кг
- Силовая установка: 2 × ПД М-14В-26
- Мощность двигателей: 2 × 325 л. с. (2 × 239 кВт)

Лётные характеристики
- Максимальная скорость: 170 км/ч
- Крейсерская скорость: 135 км/ч
- Практическая дальность: 520 км
- Практический потолок: 3000 м

## Рекорды
На вертолёте установлено 5 мировых рекордов, в том числе: рекорд высоты для вертолётов взлётной массой в классе 1750—3000 кг ― 5330 м
- Рекорд скороподъёмности: достижение высоты 3000 м за 8 минут 51,2 сек[4].

## Эксплуатация
Наиболее эффективное применение получил при выполнении авиационно-химических работ.
Широко использовался в народном хозяйстве СССР, многие машины находятся в эксплуатации и сейчас (2009).
В Молдавии в ходе спецоперации обнаружен незаконно работающий мини-завод, который выпускал вертолеты для нелегальных поставок в страны СНГ, сообщила во вторник пресс-служба молдавской Генпрокуратуры.
«В Зоне безопасности на берегу Днестра, в 50 км от Кишинева, действовал подпольный вертолетный завод. На нем проводилась сборка вертолетов, схожих по модификации с Ка-26. Вертолеты незаконно экспортировались на рынок стран СНГ. Большинство задействованных в производстве вертолетов, включая организаторов и руководство предприятия, являются жителями Приднестровья» (2020)

## Операторы
- Россия
- Беларусь
- Болгария
- Венгрия
- Швеция
- Монголия
- ГДР
- Шри-Ланка
- Румыния
- Япония
- США (продан через подставную фирму[источник не указан 935 дней])

и другие страны.

## Катастрофы и аварии
| Дата       | Бортовой номер | Место катастрофы или аварии                                                                      | Жертвы/На борту | Краткое описание |
| ---------- | -------------- | ------------------------------------------------------------------------------------------------ | --------------- | --- |
| 19.09.1969 | 24052          | а/п Красноводск                                                                                  | 5/6             | Отказ в работе двигателей по причине полной выработки топлива. Зная, что запас горючего на пределе, пилот не принял единственно правильного решения подобрать площадку для вынужденной посадки. |
| 13.07.1972 | 24097          | Башкирская АССР, Калтасинский район, 3 км восточнее дер. Шарипово                                | 6/6             | Причиной катастрофы явилось преднамеренное снижение и нарушение командиром вертолёта безопасной высоты полёта, после чего он с пилотированием не справился и допустил столкновение с деревьями. |
| 27.12.1972 | 19392          | Оренбургская область, Переволоцкий район, 3 км северо-восточнее с. Абрамовка                     | 2/2             | Снижение вертолёта пилотом до высоты ниже безопасной для визуального полёта. Вертолёт внезапно попал в туман над безориентирной заснеженной местностью, в результате чего произошло его столкновение с землёй. |
| 09.06.1974 | 19487          | неизвестно                                                                                       | 1 / н. д.       | КВС выполнял полёт в состоянии алкогольного опьянения. Вертолёт потерпел катастрофу. |
| 16.07.1974 | 19473          | Украинская ССР, Запорожская область, близ с. Ореховка, Приазовский район                         | 5/5             | Причиной катастрофы явилось попадание грозового разряда в вертолёт и возникновение пожара в полёте. |
| 09.12.1974 | 24070          | Украинская ССР, Харьковская область, близ с. Бидыло, Краснокутский район                         | 5/7             | Столкнулся в проводами ЛЭП, продвинулся 25 метров по земле, разрушился и сгорел. Нарушение пилотом режима полёта на высоте ниже безопасной. |
| 13.02.1975 | 19350          | Ставропольский край, Нефтекумский район, 10 км юго-восточнее н. п. Затеречный                    | 2/2             | Главной причиной катастрофы является полёт на вертолёте ниже безопасной высоты с выключенным авиагоризонтом над заснеженным полем при наличии яркого солнца и плохой видимости естественного горизонта, что привело к потере пространственного положения. |
| 13.02.1975 | 19556          | Ставропольский край, Будённовский район, близ Будённовска                                        | 0/2             | Главной причиной катастрофы явлился полёт на вертолёте ниже безопасной высоты над заснеженным полем при отсутствии ориентиров и видимости естественного горизонта, что привело к потере пространственного положения. |
| 14.05.1975 | 19509          | Южная часть Тихого океана                                                                        | 2/2             | Сразу после взлёта с китобазы «Советская Украина» произошёл отрыв лопасти несущего винта. Вертолёт упал в океан и затонул. |
| 29.07.1975 | 24090          | Рязанская область, Новодеревенский район, близ дер. Ольховка                                     | 1/3             | Причиной происшествия явились преступные действия пилота Быстрова В. А., грубые нарушения им дисциплины и правил полётов в отрыве от базы — производство полёта в пьяном состоянии |
| 23.03.1976 | 19482          | Воронежская область, Калачеевский район, 7 км севернее н. п. Подгорное                           | 3/3             | Ошибка в расчёте минимальной высоты при погоде хуже минимума. |
| 06.07.1976 | 24055          | Украинская ССР, Херсонская область, 5 км северо-западнее села Бургунка, Бериславский район       | 1/1             | Вертолёт выполнял авиахимические работы. По показанием свидетелей вертолёт начал вращаться вокруг своей оси вправо и вскоре упал на землю в виноградники и полностью сгорел. Причина: разрушение силовой передачи редуктора. |
| 05.01.1977 | 19656          | Орловская область, Покровский район, близ дер. Александровка                                     | 0/2             | В результате ошибки пилотирования из-за халатности экипажа (и. о.ком.звена Радецкий В. Р., штурман Ляленков Ю. В.) ведущий вертолёт врезался в ведомый, в результате чего ведомый вертолёт упал и сгорел. Его экипаж в составе КВС и находящегося на борту служебного пассажира погиб. |
| 29.07.1977 | 19480          | Молдавская ССР, Криулянский район, 1 км юго-западнее Вадул-луй-Водэ                              | 1/1             | Причиной катастрофы стало попадание твёрдого предмета (камня, брошенного с земли) в лопасть несущего винта, от чего произошло разрушение лопасти, вертолёт был полностью разбалансирован и стал неуправляемым. В создавшейся обстановке пилот предотвратить катастрофическую ситуацию физически не смог |
| 02.08.1977 | 19397          | Украинская ССР, Херсонская область, близ н. п. Гладковка                                         | 1/1             | Выполнял авиахимические работы. Произошёл отказ правого двигателя, в результате чего вертолёт стал непроизвольно снижаться и столкнулся с проводами ЛЭП. |
| 16.04.1979 | 24380          | а/п Ленинград (Ржевка)                                                                           | 2/2             | Аварийная ситуация в полёте возникла в результате обрыва динамической тяги лопасти № 1 верхней несущей системы с последующим опусканием её в плоскость вращения нижней несущей системы. |
| 06.06.1979 | 24358          | Казахская ССР, Чимкентская область, Ленинский р-н, 5 км восточнее с. Каратобе Ленгерского района | 2/2             | Столкновение вертолёта с проводами ЛЭП. Установить однозначно причину катастрофы не представилось возможным в связи с полным разрушением вертолёта и его агрегатов. |
| 23.06.1979 | 24320          | Ставропольский край, Карачаево-Черкесская АО, 1,5 км южнее Усть-Джегуты                          | 3/3             | Столкновение вертолёта с проводами ЛЭП и падение в реку. |
| 02.11.1979 | 19515          | Казахская ССР, Гурьевская область, 26 км севернее н. п. Новый Уштаган                            | 2/2             | Основной причиной катастрофы явился обрыв лопасти верхнего несущего винта по пальцу осевого шарнира рукава № 3 верхней втулки. |
| 19.02.1980 | 19520          | Молдавская ССР, Григориопольский район, н. п. Нововладимировка                                   | 1/2             | причиной авиапроисшествия явилась ошибка КВС в определении фактической скорости ветра при висении и разворотах на месте. Сопутствующей причиной явилась центровка вертолёта, близкая к предельно передней. |
| 17.05.1980 | 19458          | Ставропольский край, Кочубеевский район, 11,5 км южнее Невинномысска                             | 1/1             | Точная причина катастрофы ввиду значительного разрушения и пожара не установлена. Возможно отказ систем управления. |
| 23.03.1981 | 19286          | Башкирская АССР, Илишевский район, 2 км юго-восточнее н. п. Кызыл-Юлдуз (Красная Звезда)         | 1/2             | Столкнулся с ЛЭП из отвлечения внимания от пилотирования. |
| 09.04.1981 | 19490          | Карельская АССР, Медвежьегорский район, Путкозеро, близ н. п. Шуньга                             | 2/2             | По показаниям очевидцев во время полёта появился «воющий» звук двигателей От вертолёта начали отделяться детали несущих винтов, затем произошёл отрыв несущей системы с редуктором и частью подредукторной плиты. С крутым снижением и одновременным левым вращением вокруг вертикальной оси вертолёт упал на лёд, разрушился и загорелся. Причина — внутреннее разрушение редуктора в полёте. |
| 30.04.1982 | 19380          | Липецкая область, Лебедянский район, близ н. п. Куликовка-2-я                                    | 1/2             | Выполнял авиахимические работы. После окончания работ выполнил полёт против солнца ниже безопасной высоты и столкнулся с проводами телефонно-телеграфной связи натянутыми через реку. В результате столкновения произошло разрушение лопастей несущих винтов и повреждение конструкции вертолёта. После столкновения с проводами вертолёт перешёл в кабрирование, а после потери поступательной скорости — в пикирование, и с левым креном столкнулся правой стороной носовой части пилотской кабины с поверхностью воды, пролетев 200 м от линии связи. Вертолёт разрушился и затонул.                                                                                         |
| 10.07.1982 | 24332          | Приморский край, Кировский район, близ н. п. Павло-Фёдоровка                                     | 2/2             | После проведения авиахимических работ вертолёт довернул в направлении большого совхозного поля и стал снижаться с небольшой вертикальной скоростью. Курс полёта пересекал заболоченную, кочковатую, покрытую высокой травой долину реки Шмаковка. Затем на высоте 20-25 м вертолёт перешёл в энергичное снижение с правым разворотом и креном до столкновения с деревом высотой 6 м, стоявшим в ряду с другими деревьями на границе поля, разрушился и полностью сгорел. Истинную причину катастрофы установить не представилось возможным в связи с уничтожением большей части конструкции вертолёта, его систем и агрегатов при пожаре. Возможно, отказ в системе управления. |
| 24.11.1983 | 24085          | а/п Кировск                                                                                      | 0/1             | По выбранному курсу взлёта имелись препятствия (столбы линии связи). После контрольного висения командир воздушного судна приступил к разгону практически без набора высоты, считая, что между столбами нет проводов. Однако провода были, но плохо просматривались на общем фоне местности, так как были покрыты инеем. Пролетев 120 м, на высоте 6 м вертолёт столкнулся с проводами линии связи, упал на левый борт и разрушился. |
| 13.05.1984 | 19513          | Приморский край, Шкотовский район, село Романовка                                                | 1/2             | Причиной катастрофы явился непреднамеренный вывод вертолёта за пределы ограничений по ветру сзади (более 5 м/с), что привело к временной потере продольной управляемости при движении вертолёта назад в положении «хвостом вперёд». На исход полёта оказала влияние передняя центровка вертолёта, близкая к предельно-допустимой. |
| 28.07.1984 | 19365          | Украинская ССР, Херсонская область                                                               | 2/2             | Пилот выполнял перегоночный полёт со служебным пассажиром на борту. При заходе на посадку произошёл отказ главного редуктора Р-26 (обрыв валов верхнего и нижнего несущих винтов). Неуправляемый вертолёт столкнулся с землёй и разрушился. |
| 24.02.1985 | 19674          | а/п Сегежа                                                                                       | 1/1             | Экипаж выполнял транспортно-связной полёт. После взлёта вертолёт внезапно попал в полосу производственного дыма и облачности. КВС (3365 часов налёта на Ка-26, общий налёт 12297 часов) принял решение о возврате в аэропорт вылета Сегежа. При возврате пилот потерял визуальный контакт с наземными ориентирами. Вертолёт со снижением и с правым креном столкнулся с землёй на правой обочине ВПП в 400 м от её торца и разрушился. |
| 11.05.1985 | 19673          | Астраханская область, Лиманский район, близ пос. Лиман                                           | 1/1             | КВС (4219 часов налёта на Ка-26) выполнял транспортно-связной полёт. В полёте на высоте ниже безопасной он отвлёкся от пилотирования и ввиду недостаточной осмотрительности допустил столкновение с проводами ЛЭП. Вертолёт упал на землю, разрушился и сгорел. КВС погиб. |
| 21.04.1986 | 24317          | Белгородская область, 29 км от а/п Белгород                                                      | 3/3             | Экипаж выполнял перегоночный полёт. Во время полёта в зоне МДП а/п Белгород в условиях дождя и низкой облачности связь с бортом пропала. Потерпевший катастрофу вертолёт обнаружен в 29 км от аэропорта Белгород. Он под углом 50° к земной поверхности столкнулся с деревьями и полностью разрушился. |
| 06.05.1986 | 19625          | Молдавская ССР, близ Дубоссар                                                                    | 1/2             | Проведение авиахимических работ, не выдерживание безопасной высоты пролёта ЛЭП, столкнулся с проводом ЛЭП и потерпел катастрофу. |
| 15.07.1986 | 19654          | Калужская область, н. п. Новосёлки                                                               | 1/1             | КВС (налёт на Ка-26 2225 часов), без предварительной заявки на полёт, самостоятельно перелетел на площадку у н. п. Новосёлки и приступил к выполнению АХР без контроля со стороны командно-лётного состава его готовности, не проведя инвентаризацию полей и не зная расположение препятствий. Выполняя полёт над обрабатываемым участком на высоте 5—7 м, вертолёт столкнулся с ЛЭП, разрушился и сгорел. КВС погиб. |
| 23.05.1989 | 19615          | Алфатар                                                                                          | 1/1             | Выполнял авиахимические работы. Выполняя заход на обрабатываемый участок с пересечением ЛЭП высотой 13 м, пилот допустил столкновение с проводами. Неуправляемый вертолёт упал на землю, разрушился и сгорел. |
| 20.01.1990 | 19273          | близ д. Новый-Актанышбаш, Краснокамский р-н, Башкирская АССР                                     | 4/4             | Зацепился за линию электропередачи. Погибли все находящиеся на борту. |
| 16.05.1990 | 19312          | Белорусская ССР, Брестская область                                                               | 0/1             | Аварийная ситуация начала развиваться после разворота на угол 90° и выхода на попутную составляющую ветра. Командир воздушного судна заметил падение оборотов НВ с 96 % до 90 %, скорости менее 50 км/ч, появление снижения вертолёта. Вместо того, чтобы вывести вертолёт из разворота и увеличить поступательную скорость, КВС продолжал разворот. Вертолёт столкнулся с землёй, опрокинулся, разрушился. |
| 20.03.1995 | Россия         | Тюменская область, ХМАО, 40 км от Нижневартовска                                                 | 0/4             | На 30 минуте полёта проявились признаки отказа правого двигателя. КВС принял решение на выполнение вынужденной посадки перед собой, на лесной массив. Вертолёт получил серьёзные повреждения, в том числе разрушены лопасти НВ, подкосы правой и верхние узлы крепления передней амортстоек. КВС и пассажиры не пострадали. |
| 15.09.2002 | Россия         | Московская область, Ногинский район, г. Ногинск                                                  | 5/5             | На завершающем этапе полёта над многоэтажной застройкой г. Ногинск, на высоте около 30 м над крышами домов, экипаж вертолёта (Заслуженный лётчик-испытатель Российской Федерации В. А. Лавров и замначальника по лётной подготовке Регионального АТСЦ РОСТО города Ногинск О. Е. Подпорин), пытаясь уйти от столкновения со стаей птиц, предпринял резкий манёвр снижения. Вертолёт зацепился за кабель, протянутый на металлическом тросе между крышами двух 9-этажек, потерял управляемость, упал на землю, разрушился и сгорел. |
| 14.03.2003 | 00594          | в 30 км восточнее Красноярска                                                                    | 3/3             | Вертолет вылетел в 5.01 (мск) по маршруту Красноярск — Рыбное — Нижняя Пойма. В результате падения машины погибли пилот, борттехник и представитель заказчика. |
| 07.05.2010 | ЕR19358        | близ п. Подгородная Николаевской области.                                                        | 1/1             | При сельхозработах винтом зацепился за высоковольтную линию электропередачи. |
| 26.08.2010 | Украина        | близ посёлка Великая Михайловка, Одесская область                                                | 2/2             | 6 км.севернее пгт Великая Михайловка. При посадке во время облёта газопровода на высоте 3—5 м обрыв лопасти несущего винта. Погибли пилот и мастер газового участка. |
| 19.03.2011 | RА-24313       | аэродром Забельский                                                                              | 0/2             | Потеря контроля за высотой и столкновение с земной поверхностью после выполненного зависания. Ошибка пилотирования в результате потери навыков пилота (перерыв более 12 лет). |
| 05.03.2014 | RA-1927G       | Ростовская область                                                                               | 0/1             | Ошибка при взлете. Вертолёт имеет повреждения, пилот не пострадал. |
| 19.05.2016 | LZ-6042        | возле Несебыр                                                                                    | 1/1             | Вертолёт упал во время проведения агротехнических работ. |
| 12.04.2018 | HA-MCH         | Венгрия                                                                                          | 0 / н. д.       | Вертолёт с грузом удобрений упал при взлёте во время проведения агротехнических работ. Никто не пострадал. |
| 23.05.2018 | Румыния        | Румыния                                                                                          | 0 / 2           | Вертолёт упал во время проведения агротехнических работ. Обоим мужчинам в кабине удалось выжить. |
| 08.05.2019 | н. д.          | близ селения Сапанта                                                                             | 1 / 1           | Тело пилота — гражданина Белоруссии, пропавшего за два месяца до того, и разрушенный вертолёт без опознавательных знаков были обнаружены в лесу вблизи румыно-украинской границы. Предположительно, пилот занимался контрабандой и пытался нелегально пересечь границу ночью на малой высоте. |

## Галерея
- Вертолёт Ка-26, Украина.
- Ка-26 в Венгрии (2004 год).
- Вертолёт Ка-26 в Венгрии (2005 год).
- Марка с изображением Ка-26 (1980 год).

## Ka-26 в кинофильмах
Широкое применение вертолёта Ка-26 в сельском хозяйстве и ГАИ СССР предопределило его популярность в советском кинематографе. Его можно увидеть во многих художественных кинофильмах 1970—1990 годов.
- В пародийной комедии «Старики-разбойники» герой Юрия Никулина в мечтах пролетает над городом, вися на лестнице, прикреплённой к вертолёту.
- В комедийном фильме «Шла собака по роялю» сельскохозяйственный Ка-26, как и его молодой пилот, практически является одним из героев фильма.
- В фильме «Всё будет хорошо!» вертолёт ГАИ сопровождает автоколонну.
- В детском фильме «Три весёлые смены» во втором фильме на Ка-26 работает Павел, друг Микоши.
- В детективном фильме «Сыщик» — вертолёт ГАИ.
- В фильме «Письма мёртвого человека» патрульный вертолёт.
- В венгерском комедийно-детективном фильме «Языческая мадонна» 1980 года, детектив-супермен Капелька преследует на Ка-26 в цветах местного ГАИ международных преступников.
- В остросюжетном фильме «Тревожное воскресенье» Ка-26 можно видеть на стоянке в аэропорту Новороссийска.
- В остросюжетном фильме «Золотая мина» — вертолёт ГАИ